# Jelizawieta Jermołajewa
Jelizawieta Aleksandrowna Jermołajewa (ros. Елизавета Александровна Ермолаева, ur. 2 kwietnia 1930 w Mińsku) – białoruska lekkoatletka startująca w barwach Związku Radzieckiego, specjalistka biegów średnich, mistrzyni Europy z 1958.

## Kariera sportowa
Zwyciężyła w biegu na 800 metrów na mistrzostwach Europy w 1958 w Sztokholmie.
Zdobyła złoty medal w tej konkurencji na Akademickich Mistrzostwach Świata w 1957 w Paryżu i srebrny na Akademickich Mistrzostwach Świata (UIE) w 1957 w Moskwie.
Była mistrzynią ZSRR w biegu na 800 metrów w 1957 i 1958 oraz w biegu przełajowym na 2 kilometry w 1957 i 1959.
Rekordy życiowe Jermołajewej:
| Konkurencja        | Data i miejsce          | Wynik  |
| ------------------ | ----------------------- | ------ |
| bieg na 400 metrów | 24 lipca 1957, Moskwa   | 55,4   |
| bieg na 800 metrów | 2 września 1957, Moskwa | 2:06,6 |